# Bogdand
Bogdand (węg. Bogdánd) – wieś w Rumunii, w okręgu Satu Mare, w gminie Bogdand. W 2011 roku liczyła 948 mieszkańców. 